# Grewia triflora
Grewia triflora là một loài thực vật có hoa trong họ Cẩm quỳ. Loài này được (Bojer) Walp. mô tả khoa học đầu tiên năm 1845.